# Крејмер (Северна Дакота)
Крејмер (енгл. Kramer) град је у америчкој савезној држави Северна Дакота.

## Демографија
По попису из 2010. године број становника је 29, што је 15 (-34,1%) становника мање него 2000. године.
| Група             | 2000.      | 2010.       |
| Белци             | 43 (97,7%) | 29 (100,0%) |
| Афроамериканци    | 0 (0,0%)   | 0 (0,0%)    |
| Азијати           | 1 (2,3%)   | 0 (0,0%)    |
| Хиспаноамериканци | 0 (0,0%)   | 0 (0,0%)    |
| Укупно            | 44         | 29          |